# Аттика
А́ттика (др.-греч. Ἀττική, Аттики — букв. «прибрежная страна») — юго-восточная область Центральной Греции, соединительное звено между Балканским полуостровом и Архипелагом, площадью приблизительно в 3808 км², граничит на севере с Беотией, на западе через Коринфский перешеек — с Мегаридой и всем Пелопоннесом. С юга омывается заливом Сароникос, с востока — заливом Петалия и северо-востока — заливом Нотиос-Эввоикос Эгейского моря.

## География
Большая часть Аттики покрыта возвышенностями, состоящими из известняка и мрамора, и представляет в настоящее время одни обнажённые, лишённые растительности пространства. Только более высокие части Китерона и Парнаса, а также северо-западные склоны Пенделикона покрыты сосновыми и еловыми лесами. Основанием всей горной системы служит Китерон (теперь Элатея, так называемая еловая возвышенность, высочайшая точка которой поднимается на 1411 м над уровнем моря). Китерон главным своим кряжем отделяет Аттику от Беотии; от Мегары Аттика отделяется его ветвью, идущей к югу и носящей название Керата (рога); с юго-восточными отрогами Китерона сливается достигающий 1413 м Парнас, которого северо-восточные разветвления, ныне носящие отдельные названия (Белетци, Армени, Мавровуно, Цастаны, Ставрокораки, Котрони), простираясь до восточного края области, образуют в этой части Аттики настоящую горную страну (Диакрия или Эпакрия древних). Южным продолжением Парнаса является поднимающийся значительно ниже над морем Эгалео, который в южной части, там, где он вдаётся в море против острова Саламина, носит название Коридалл (ныне Скарамангас, Σκαραμαγκάς), а в середине, там, где его прорезывает ущелье, соединяющее равнины Афин и Элефсиса, называется Пойкилон. На северо-востоке афинская равнина окаймлена Брилеттосом, или, как он обыкновенно назывался по местности, лежащей на его южном склоне, Пенделиконом (ныне ещё Ментели). Это достигающая 1110 м высоты пирамидальная возвышенность мрамороломнями,  доставляющие превосходный белый мрамор тончайшего зёрна, идущий на постройки статуи. Долина в 4 км шириной отделяет на юге подошву Пенделикона от южного пояса, почти исключительно состоящего из голубовато-серого мрамора, который в древности употреблялся для архитектурных целей. Кряж этот — Имитос — поднимается на 1027 м, почти лишён лесной растительности, но покрыт пахучими травами и потому населён дикими пчёлами, дающими превосходный мёд. Восточный край области (у древних Паралия) прорезывается менее высокими цепями холмов, идущие к югу от Имитоса, где полуостров суживается и соединяются в один кряж — Лаврионское нагорье, с круто спускающимся к морю мысом — Сунион, на котором высятся развалины храма Афины, по колоннам которого находится мыс, называемый моряками Кап-Колоннес. Лаврионские горы по своему богатству серебром имели в древности для Аттики высокое значение; однако Лаврийские рудники, где добывалось не только серебро, но и высококачественная аттическая охра, поначалу очень доходные, до того усиленно эксплуатировались, что уже сразу после начала н. э. пришлось прекратить добычу. Только в позднейшее время люди попытались, и не безуспешно, из шлаков, оставшихся от прежних работ, извлечь выгоды.

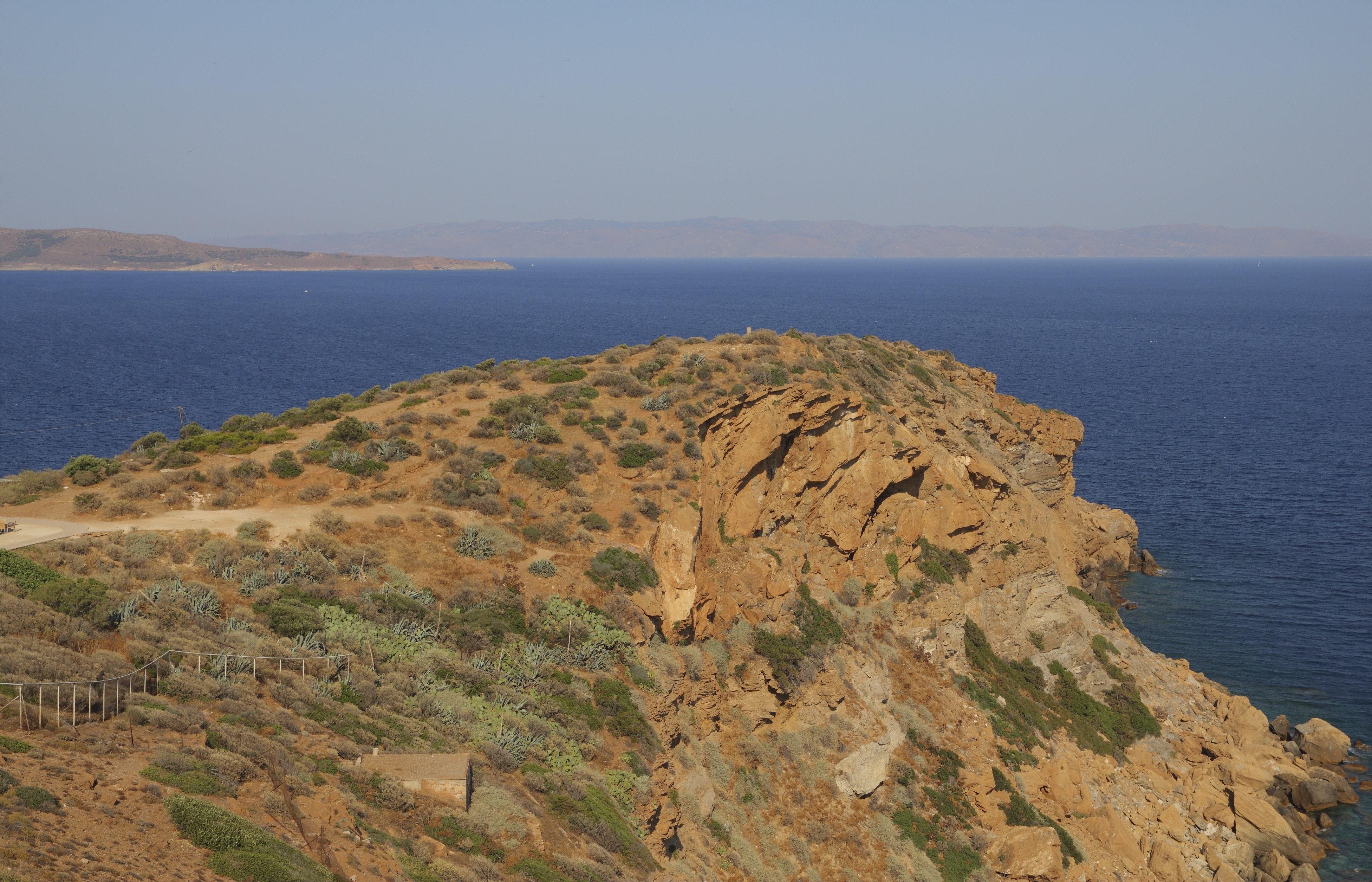
Мыс Сунион

Горы тянутся частью непосредственно до самого моря, частью же к их подошвам скопилась наносная земля, образующая более или менее широкие береговые равнины, большинство которых были известны в древности. Замечательнейшая из них Марафонская равнина на северном берегу. Она представляет низменность в 9 км, длиной и от 2—4 км шир., с обширным болотом к северо-востоку. Здесь в 490 году до н. э. персидское войско потерпело поражение от афинского войска. Более значительных равнин, начинающихся у берега, тянутся далеко во внутрь страны, или же совсем отделены от моря, в стране только три: 1) Афинская равнина, часто называемая просто «равнина» (педион); 2) меньшая, отделённая от Афинской Эгалеосскими горами, Фриасийская равнина (так называемая по древнему дему Трия) и 3) равнина между Имитосом и более низкими горными цепями восточного прибрежья, которая соединяется с Афинской равниной посредством долины, отделяющей Пенделикон от Имитоса.
Орошение страны крайне бедное. Самые значительные ручьи протекают по афинской равнине, а именно: Кефисс, начинающийся у юго-западного подножья Пенделикона в богатой лесом местности Кефизии, питаемый разными притоками с Парнаса. Он протекает равнину в юго-западном направлении и к западу от города отводится в многочисленные каналы для орошения огородов и плантаций; Илиссус начинается у северного подножья Имитоса, протекает у восточной и южной стороны города и к юго-западу от него теряется в песках. Кроме них, нужно упомянуть о другом Кефисе Элевзинской равнины, о прорезывающем Марафонскую равнину ручье Эноэ (так названном по лежащей к северу от Марафона древней местности) и о Эрасиносе, протекающем дальше к югу от восточного прибрежья, у древней местности Арафен (теперь Рафина).

## История
Население страны, не говоря о некоторых пеласгических элементах доисторической эпохи и большом числе иностранцев, впоследствии постоянно проживавших в Афинах, принадлежало в древности к ионийскому племени. Жители называли себя автохтонами, то есть коренными, так как их предки произошли непосредственно из почвы страны и с незапамятных времён земля состояла в их непрерывном владении. Как все ионические народы, жители Аттики распадались на четыре колена или класса (филы): гелеонтов (благородных), гоплитов (воинов), эгикореев (пастухи вообще и коз в особенности) и ергадеев (земледельцев). По преданию, в стране с незапамятных времён существовало 12 самостоятельных городов или союзов общин. Это были частью отдельные, ещё позже существовавшие поселения, как Кекропия (позже Афины), Элевсин, Декелея и Афидна (последние два на севере страны), Браврон (среди восточного побережья), Торикос (в самой южной части восточного побережья), Китерос (местоположение неизвестно), Сфетос и Кефисия, частью же союзы нескольких поселений, как Эпакрия (северная горная страна), Тетраполис (союз четырёх городов) на Марафонской равнине и Тетракомия (союз четырёх деревень) на самом юге Афинской равнины. По преданию, эти 12 общин соединены Тезеем в одно политическое целое, столицею которого стали Афины.

### Административное деление в древности
Деление народа на 4 филы осталось как при царях, так и при архонтах. Даже законодатель Солон не отменил этого подразделения, а параллельно с ним, частью желая уменьшить влияние древних аристократических родов, частью, чтобы привести к более справедливому распределению податного бремени между гражданами, создал новое деление граждан на 4 класса по их имуществу. Только Клисфен отменил древнеионийское разделение по коленам и поставил на его место деление народа на 10 фил, из которых каждая носила имя древнеаттического героя (эпонима). Каждая из этих фил обнимала собой определённое число общин (демы), лежавших в разных частях страны. Обыкновенно каждая не очень значительная местность составляла особую «дему», большие же, как города Афины и Браурон, распадались на несколько дем. Число дем было неодинаково в разное время: — в начале нашей эры их было 371. Благодаря писателям и надписям до нас дошли названия приблизительно 180 дем, но место нахождения многих теперь невозможно установить. Общее число граждан колебалось, судя по «Истории» Фукидида и переписям, во время расцвета государства, к Пелопоннесской войне, в пределах 80—100 тысяч. Число стоявших под покровительством метеков достигало 40 000, число рабов доходило до 400 000, так что общее количество свободного и несвободного населения превышало 500 000. Увеличение числа фил (10) двумя новыми имело место в 307 году до н. э. Из желания польстить Деметрию I Полиоркету последние были названы его именем и именем отца его Антигона — Антигонидой и Деметриадой. Но первая была переименована в 265 году до н. э. в честь египетского царя Птолемея II Филадельфа в Птоломаиду, вторая в 200 году до н. э. в честь пергамского царя Аттала I Сотера в Атталиду. Наконец, при императоре Адриане была присоединена 13-я фила и названа Адрианидой по имени этого благодетеля города Афин.

### Политическое устройство в древности
В политическом отношении Аттика была в древности наиболее централизованной областью Греции. Главный город был не только местопребыванием администрации, но суда, равно и народных собраний, в руках которых со времени демократических реформ, начатых Клисфеном и законченных Периклом, сосредоточилось верховное решение всех государственных дел. Значение, которое Аттика благодаря своему главному городу Афинам имела в политической и культурной жизни Древней Греции, может быть правильно оценено только в связи с изложением общей истории Греции.

## Административное деление

Периферия Аттика

Историческая область входит в периферию Аттика, которая в свою очередь входит в децентрализованную администрацию Аттика.
Периферия Аттика делится на 8 периферийных единиц, включающих 66 общин:
- Центральные Афины
- Северные Афины
- Западные Афины
- Южные Афины
- Восточная Аттика
- Западная Аттика
- Пирей
- Острова

## Сельское хозяйство и ископаемые
Почва страны представляет собой почти сплошь лёгкий, довольно тонкий слой каменистого известняка, который мало пригоден для возделывания пшеницы, более — для ячменя и винограда, но особенно — для оливы и инжира, и потому последние как в древности, так и теперь являются главными продуктами страны и предметами её вывоза. Скотоводство значительно и сегодня, а в древности аттическая шерсть пользовалась большой славой. В горах, не говоря об исчерпанных уже серебряных рудниках Лавриона, добывают превосходный мрамор; почва во многих местах, особенно на прибрежной полосе, идущей к юго-западу от гавани Пирея и Фалернской бухты и кончающейся у предгорья Колиас (теперь Гагиос Космас), даёт отличную глину для посуды, и потому гончарное дело представляло в древних Афинах цветущую ветвь промышленности и его продукты имели очень распространённый сбыт.

## В астрономии
В честь Аттики назван астероид (1138) Аттика, открытый 22 ноября 1929 года немецким астрономом Карлом Рейнмутом в Гейдельбергской обсерватории.